# Capelo (Horta)

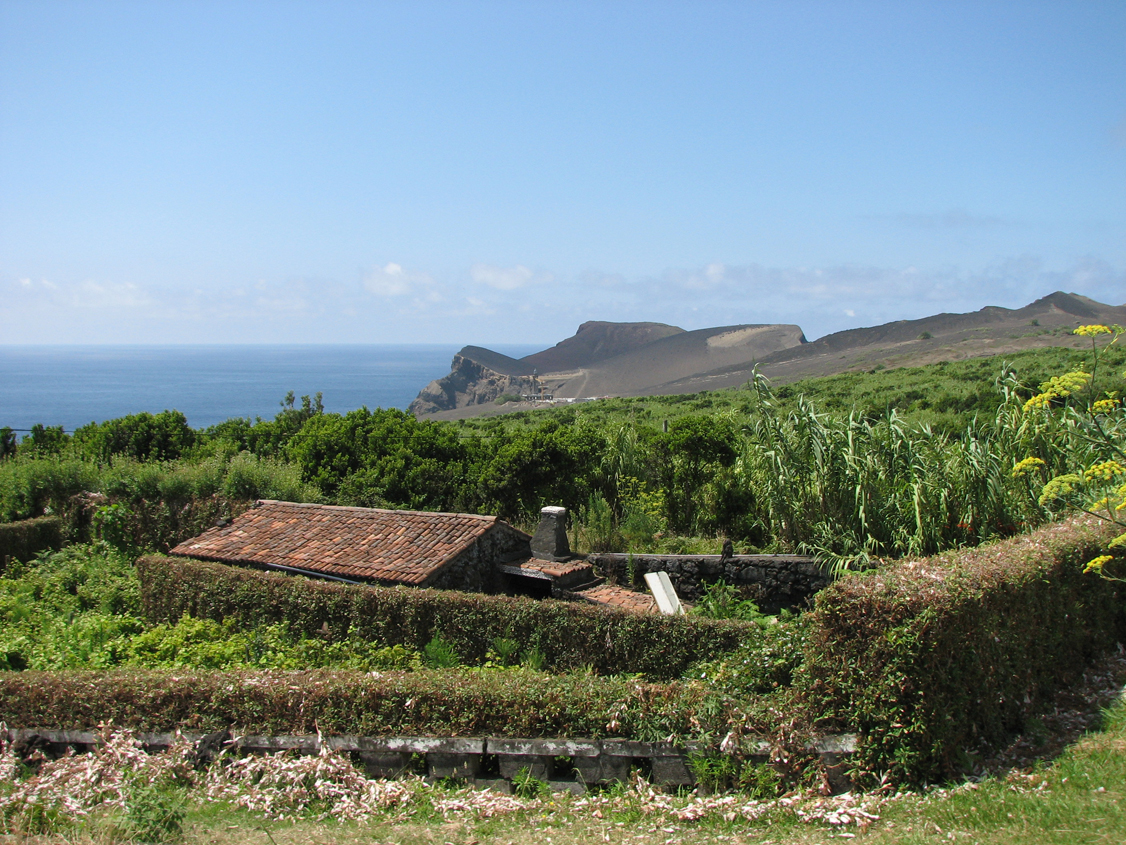
Paysage faisant apparaître le Capelinhos.

Capelo est une freguesia  sur l’ile de Faial (île) dans l’archipel des Açores. Capelo fait partie de la municipalité  de Horta.

## Géographie
Capelo se situe sur le « complexe volcanique de Capelo (complexo vulcânico do Capelo en portugais/ Capelo Volcanic Complex en anglais) » . Le Capelinhos  fait partie de ce système volcanique, sis sur la commune de Capelo